# Татар, Станислав

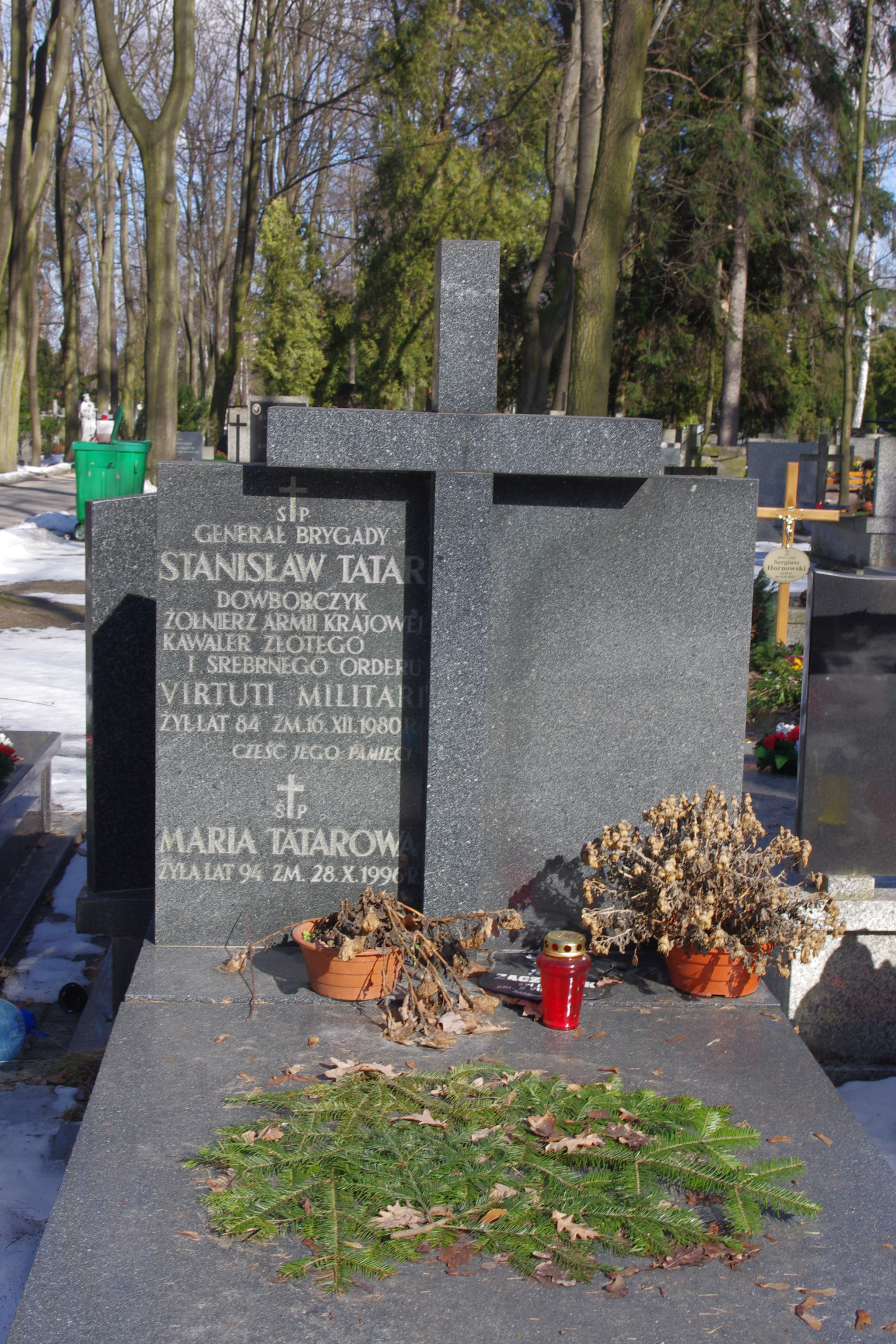
Могила на войсковом кладбище в Варшаве

Станислав Татар (пол. Stanisław Tatar; 3 октября 1896, Бюркув-Вельки, Келецкая губерния, Российская империя (ныне Малопольское воеводство, Польша) — 16 декабря 1980, Варшава) — польский военачальник, один из командиров Армии Крайовой, бригадный генерал (1943).

## Биография
Родился 3 октября 1896 года в Российской империи в волости Конюша, ныне Польша.
В 1915 году, во время Первой мировой войны Татар был призван на действительную военную службу в царскую Русскую армию. В 1917 году был переведен в 1-й польский корпус, сформированный в России. В ноябре 1918 года, вместе с остатками своего подразделения, он присоединился к суверенной польской армии, где продолжил военную службу.
Закончив многие офицерскех курсы, в 1934 году он стал одним из преподавателей тактики в артиллерии Высшей военной школы в Варшаве. Этот пост занимал вплоть до 1938 года, став кавалером (рыцарь) ордена Возрождения Польши.
Во время вторжения в Польшу немецких войск, Татар занимал различные должности, в том числе командовал военным отрядом, названным в его честь. После поражения Польши вошел в состав новообразованного Союза вооружённой борьбы, являвшегося подпольным центром сил сопротивления, которые позже преобразовались в Армию Крайову. С 1940 по 1943 годы он занимал должность начальника 3-го оперативного отряда Генерального штаба. После 1943 года Татар занимал должность заместителя начальника штаба Армии Крайовой. Среди самых известных его операций стала акция «Буря».
В 1944 году, незадолго до Варшавского восстания, перебрался в Лондон, где был назначен на должность заместителя главнокомандующего местных польских войск. После окончания Второй мировой войны, в 1945 году, он стал командующим артиллерией 1-го польского корпуса в Соединенном Королевстве. После его расформирования в 1947 году, Татар остался в Великобритании.

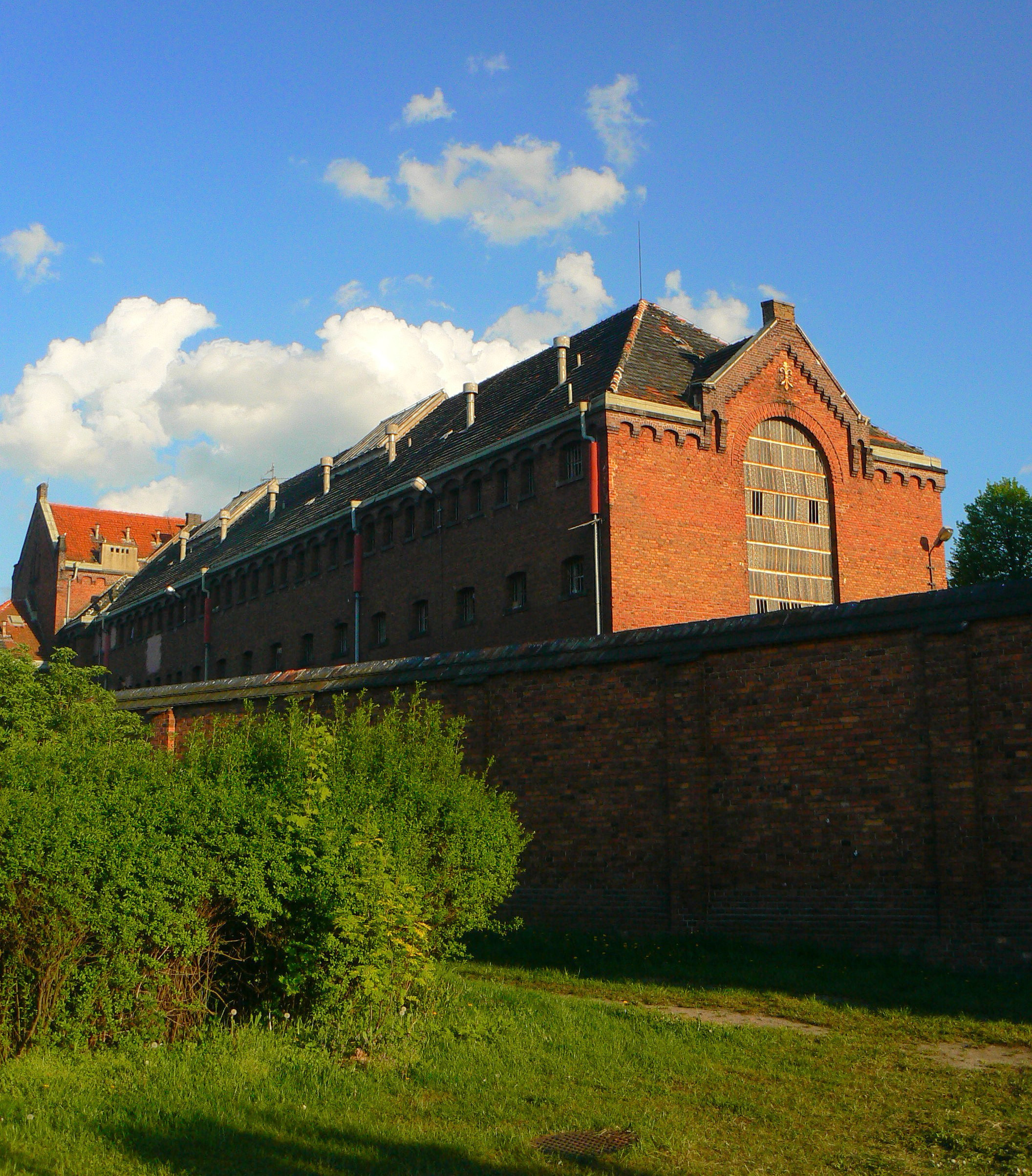
Одно из зданий тюрьмы во Вронках

В отличие от большинства его коллег-генералов польской армии, Станислав Татар не был лишен польского гражданства и ему в 1949 году было разрешено легально вернуться на родину. Однако по приезде в Варшаву он был арестован сотрудниками советского НКВД и заключен в тюрьму по обвинению в шпионаже. После показного «Процесса над генералами» в 1951 году он был приговорен к пожизненному заключению в тюрьме в Вронках. После смерти Сталина и начала периода либерализации в Польше, в 1956 году Станислав Татар был освобожден из тюрьмы и реабилитирован.
Умер 16 декабря 1980 года. Похоронен на кладбище Воинские Повонзки.

### Интересные факты
Станислав Татар организовал перенос праха Люциана Желиговского в Варшаву и захоронения его на кладбище Воинское Повонзки, где позже был похоронен сам.
В судебном процессе над Станиславом Татаром участвовал военный судья Стефан Михник — сводный брат Адама Михника, известного диссидента и советника Солидарности.

## Награды
- Орден Святой Анны 3-й и 2-й степеней
- Орден Святого Станислава 3-й и 2-й степеней
- Серебряный крест Virtuti Militari
- Золотой крест Virtuti Militari
- Крест Независимости
- Рыцарь Ордена Возрождения Польши
- Офицер Ордена Возрождения Польши
- Орден Бани
- Пять Крестов Храбрых
- Офицер орден Почётного легиона
- Медаль Победы